# Estación Stegmann

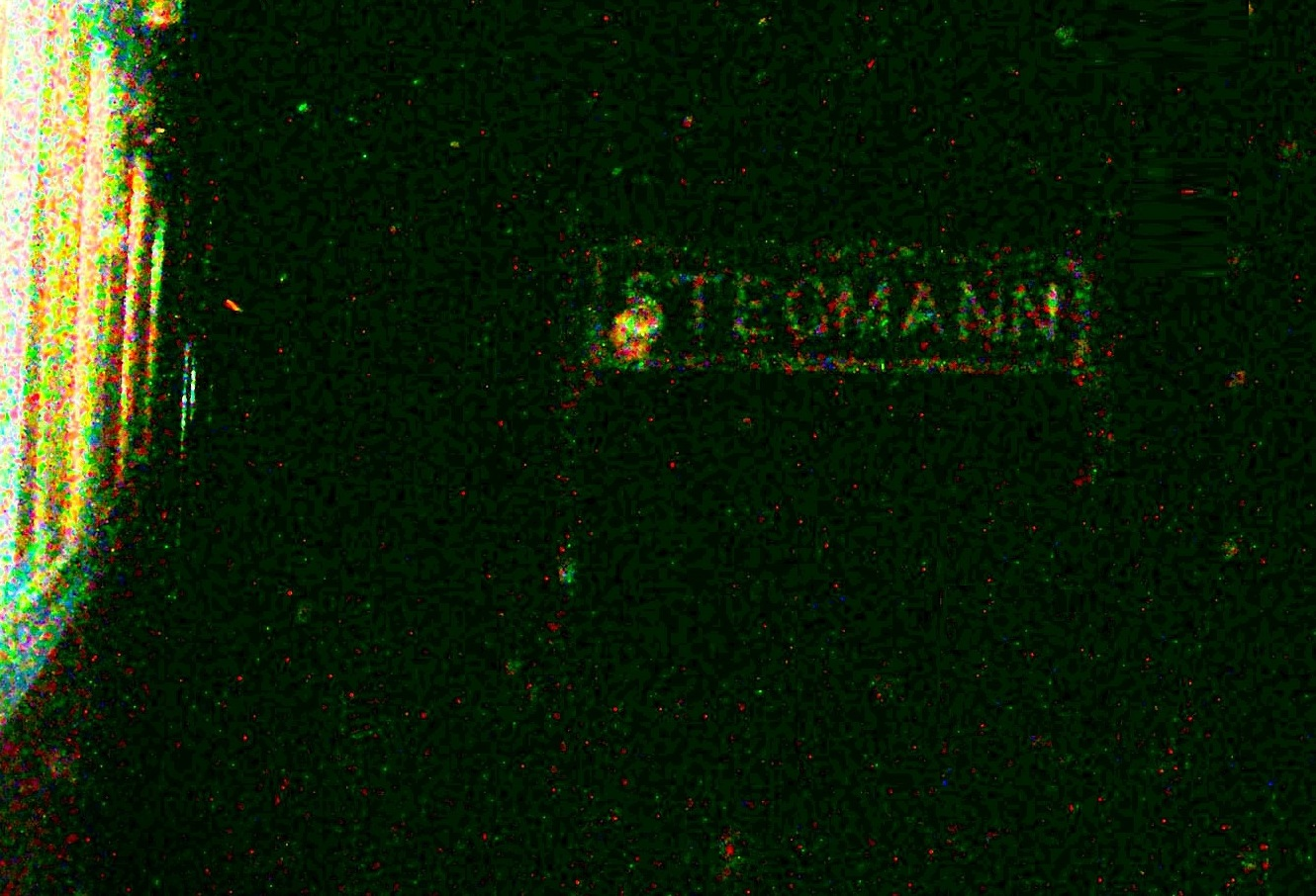
Nomenclador de la estación Stegmann.

Stegmann es una estación de ferrocarril ubicada en las áreas rurales del Partido de Coronel Pringles, Provincia de Buenos Aires, Argentina.

## Servicios
Es una estación del ramal perteneciente al Ferrocarril General Roca. Desde junio de 2016 no presta servicios de pasajeros.
Por sus vías corren trenes de carga de la empresa Ferrosur Roca.

## Ubicación
Se encuentra a 18 km al oeste de la ciudad de Coronel Pringles.